# Azay-le-Rideau
Azay-le-Rideau és un municipi francès al departament d'Indre i Loira de la regió de Centre-Vall del Loira. L'any 2007 tenia 3.408 habitants. En el seu terme comunal hi ha el cèlebre castell d'Azay-le-Rideau.

## Demografia

### Població
El 2007 la població de fet d'Azay-le-Rideau era de 3.408 persones. Hi havia 1.379 famílies, de les quals 374 eren unipersonals (156 homes vivint sols i 218 dones vivint soles), 447 parelles sense fills, 464 parelles amb fills i 94 famílies monoparentals amb fills.
La població ha evolucionat segons el següent gràfic:

### Habitatges
El 2007 hi havia 1.645 habitatges, 1.416 eren l'habitatge principal de la família, 86 eren segones residències i 143 estaven desocupats. 1.308 eren cases i 292 eren apartaments. Dels 1.416 habitatges principals, 897 estaven ocupats pels seus propietaris, 484 estaven llogats i ocupats pels llogaters i 35 estaven cedits a títol gratuït; 57 tenien una cambra, 115 en tenien dues, 250 en tenien tres, 411 en tenien quatre i 583 en tenien cinc o més. 968 habitatges disposaven pel capbaix d'una plaça de pàrquing. A 601 habitatges hi havia un automòbil i a 623 n'hi havia dos o més.

### Piràmide de població
La piràmide de població per edats i sexe el 2009 era:
| Homes | Edats   | Dones |
| ----- | ------- | ----- |
| 4     | 95 o +  | 12    |
| 8     | 90 a 94 | 24    |
| 4     | 85 a 89 | 24    |
| 28    | 80 a 84 | 36    |
| 48    | 75 a 79 | 60    |
| 52    | 70 a 74 | 80    |
| 76    | 65 a 69 | 80    |
| 104   | 60 a 64 | 100   |
| 64    | 55 a 59 | 112   |
| 108   | 50 a 54 | 96    |
| 68    | 45 a 49 | 84    |
| 132   | 40 a 44 | 140   |
| 120   | 35 a 39 | 136   |
| 116   | 30 a 34 | 96    |
| 96    | 25 a 29 | 104   |
| 92    | 20 a 24 | 56    |
| 64    | 15 a 19 | 132   |
| 140   | 10 a 14 | 112   |
| 92    | 5 a 9   | 52    |
| 92    | 0 a 4   | 56    |

## Economia
El 2007 la població en edat de treballar era de 2.128 persones, 1.579 eren actives i 549 eren inactives. De les 1.579 persones actives 1.421 estaven ocupades (763 homes i 658 dones) i 159 estaven aturades (68 homes i 91 dones). De les 549 persones inactives 180 estaven jubilades, 198 estaven estudiant i 171 estaven classificades com a «altres inactius».

### Ingressos
El 2009 a Azay-le-Rideau hi havia 1.446 unitats fiscals que integraven 3.443 persones, la mediana anual d'ingressos fiscals per persona era de 18.442 €.

### Activitats econòmiques
Dels 227 establiments que hi havia el 2007, 1 era d'una empresa extractiva, 9 d'empreses alimentàries, 17 d'empreses de fabricació d'altres productes industrials, 26 d'empreses de construcció, 50 d'empreses de comerç i reparació d'automòbils, 7 d'empreses de transport, 31 d'empreses d'hostatgeria i restauració, 1 d'una empresa d'informació i comunicació, 10 d'empreses financeres, 8 d'empreses immobiliàries, 17 d'empreses de serveis, 32 d'entitats de l'administració pública i 18 d'empreses classificades com a «altres activitats de serveis».
Dels 70 establiments de servei als particulars que hi havia el 2009, 1 era una oficina d'administració d'Hisenda pública, 1 gendarmeria, 1 oficina de correu, 2 oficines bancàries, 6 tallers de reparació d'automòbils i de material agrícola, 2 tallers d'inspecció tècnica de vehicles, 2 autoescoles, 2 paletes, 2 guixaires pintors, 5 fusteries, 6 lampisteries, 8 electricistes, 8 perruqueries, 1 veterinari, 16 restaurants, 3 agències immobiliàries, 2 tintoreries i 2 salons de bellesa.
Dels 20 establiments comercials que hi havia el 2009, 2 eren supermercats, 1 una botiga de més de 120 m², 4 fleques, 3 carnisseries, 1 una peixateria, 2 botigues de roba, 1 una botiga de roba, 1 una botiga d'equipament de la llar, 1 una sabateria, 1 una botiga d'electrodomèstics, 1 una botiga de material de revestiment de parets i terra i 2 floristeries.
L'any 2000 a Azay-le-Rideau hi havia 30 explotacions agrícoles que ocupaven un total de 684 hectàrees.

## Equipaments sanitaris i escolars
El 2009 hi havia 1 hospital de tractaments de mitja durada (seguiment i rehabilitació), 2 farmàcies i 1 ambulància.
El 2009 hi havia 1 escola maternal i 1 escola elemental. Azay-le-Rideau disposava d'un col·legi d'educació secundària amb 460 alumnes.

## Poblacions properes
El següent diagrama mostra les poblacions més properes.